# Вранеши (Врњачка Бања)
Вранеши је насеље у Србији у општини Врњачка Бања у Рашком округу. Према попису из 2022. било је 1268 становника.

## Историја
Село се први пут помиње 1476. године под именом Бјелоповци. Забележено је у детаљном попису Смедеревског санџака, који је обављен по налогу султана Мехмеда II Освајача. Тада је припадало нахији Маглич. Пошто су после пада Српске деспотовине 1459. године Турци многа села затекли празна они су из Херцеговине и Црне Горе населили многе породице српских сточара које су називали Власи. Бјелоповци највероватније били ненасељени у њима су Турци населили Влахе из рода Вранеша. Тако су Бјелоповци постали центар влашке кнежине којом је управљао кнез Врањеш. За време тог пописа у селу је живело око 70-80 људи. Како је претходно становништво избегло, а у село су се доселили Власи из рода Вранеша и село је убрзо променило име у Вранеши, по имену њиховог рода. У наредна два турска пописа (детаљном 1515. и збирном 1523. године) село није забележено ни као Бјелоповци ни као Вранци.
Највероватније је село остало ненасељено због великих ратних пустошења која су захватила овај крај у том периоду. Најмасовније исељавање српског становништва из ових крајева било је 1480. године када су мађарска војска и чете српских деспота продрле преко дунава дубоко на југ, све до Крушевца и Краљева. Сматра се да је у овом периоду преко 200.000 Срба пребегло преко Саве и Дунава, тако да су многа села у Подибру потпуно запустела. Од села која данас припадају општини Врњачка Бања запустела су: Бјелоповци, Подунавци и Рсавци.
Село се следећи пут помиње у поименичном попису влаха Смедеревског санџака, 1528. године под именом Вранци. Тада се село налазило у саставу кнежине влашког кнеза Стојана. Сем Вранеша у састав ове кнежине улазила су и села: Вукушица, Подунавци, Врба, Рсовци, Отроци, део Новог Села и Конарево код Краљева у коме је кнез Стојан и живео. У састав кнежине су улазила и села Хоморњак и Зировице, за које данас не постоје подаци где су се тачно налазила. Укупан број становника Врњаца 1528. године је износио око 100. Становништво Врњаца је имало обавезу да код Турака врши помоћну војну службу.
У два наредна пописа Смедеревског санџака из 1540. и 1574. године о селу нема никаквих података, тако да се може претпоставити да је село било пусто. Прошлост Вранеша у 17. и 18. веку је готово непозната пошто недостају подаци о пописима из тог периода. Село се налазило у Смедеревском санџаку, прво у нахији чије је седиште била тврђава Маглич, а касније Пожега и Чачак. За време великог аустро—турског рата од 1693. до 1699. године Вранеши су први пут били ослобођени од Турака. Средином 1698. године Срби су дигли устанак и истерали Турке из данашњег Крушевца, а потом и Трстеника и Краљева. Тада су Вранеши по први пут ослобођени од Турске власти. Међутим 1699. године Аустроугарска се повукла и Вранеши поново улазе у састав Отоманског царства.
Битан период за Вранеше је и аустро-турски рат од 1714—1718, када је Аустроугарска освојила територију између Дрине, Западне Мораве и Тимока. Тада је аустијско-турска граница била надомак Вранеша. У близини сеоског атра Турци су саградили две војничке карауле. Једну на ушћу Грачачке реке, а другу у селу Врба. Највероватније је тада у Курилову (данашњи Грачац) живео мањи број турских војника и стална стража према Аустрији.
Овде се налази ОШ „Бранко Радичевић” Вранеши.

## Демографија
У насељу Вранеши живи 1184 пунолетна становника, а просечна старост становништва износи 42,6 година (41,5 код мушкараца и 43,7 код жена). У насељу има 424 домаћинства, а просечан број чланова по домаћинству је 3,34.
Ово насеље је углавном насељено Србима (према попису из 2002. године), а у последња три пописа, примећен је пад у броју становника.
|  |

| Демографија | Демографија | Демографија |
| Година      | Становника  | Становника  |
| ----------- | ----------- | ----------- |
| 1948.       | 1.409       |             |
| 1953.       | 1.415       |             |
| 1961.       | 1.432       |             |
| 1971.       | 1.487       |             |
| 1981.       | 1.550       |             |
| 1991.       | 1.529       | 1.487       |
| 2002.       | 1.418       | 1.437       |

| Етнички састав према попису из 2002.‍ | Етнички састав према попису из 2002.‍ | Етнички састав према попису из 2002.‍ | Етнички састав према попису из 2002.‍ | Етнички састав према попису из 2002.‍ |
| ------------------------------------ | ------------------------------------ | ------------------------------------ | ------------------------------------ | ------------------------------------ |
|                                      |                                      |                                      |                                      |                                      |
| Срби                                 | Срби                                 |                                      | 1.271                                | 89,63%                               |
| Црногорци                            | Црногорци                            |                                      | 6                                    | 0,42%                                |
| Румуни                               | Румуни                               |                                      | 2                                    | 0,14%                                |
| Албанци                              | Албанци                              |                                      | 1                                    | 0,07%                                |
| непознато                            | непознато                            |                                      | 137                                  | 9,66%                                |

| Година пописа     | 1948. | 1953. | 1961. | 1971. | 1981. | 1991. | 2002. |
| ----------------- | ----- | ----- | ----- | ----- | ----- | ----- | ----- |
| Број домаћинстава | 275   | 268   | 353   | 400   | 418   | 431   | 424   |

| Број чланова      | 1  | 2  | 3  | 4  | 5  | 6  | 7 | 8 | 9 | 10 и више | Просек |
| ----------------- | -- | -- | -- | -- | -- | -- | - | - | - | --------- | ------ |
| Број домаћинстава | 71 | 96 | 67 | 76 | 59 | 45 | 5 | 1 | 2 | 2         | 3,34   |

| Пол    | Укупно | Неожењен/Неудата | Ожењен/Удата | Удовац/Удовица | Разведен/Разведена | Непознато |
| ------ | ------ | ---------------- | ------------ | -------------- | ------------------ | --------- |
| Мушки  | 597    | 173              | 375          | 33             | 13                 | 3         |
| Женски | 637    | 126              | 383          | 116            | 11                 | 1         |
| УКУПНО | 1.234  | 299              | 758          | 149            | 24                 | 4         |

| Пол    | Укупно                    | Пољопривреда, лов и шумарство | Рибарство                            | Вађење руде и камена | Прерађивачка индустрија       |
| ------ | ------------------------- | ----------------------------- | ------------------------------------ | -------------------- | ----------------------------- |
| Мушки  | 316                       | 88                            | 0                                    | 0                    | 78                            |
| Женски | 280                       | 136                           | 0                                    | 0                    | 65                            |
| УКУПНО | 596                       | 224                           | 0                                    | 0                    | 143                           |
| Пол    | Производња и снабдевање   | Грађевинарство                | Трговина                             | Хотели и ресторани   | Саобраћај, складиштење и везе |
| Мушки  | 8                         | 16                            | 21                                   | 6                    | 24                            |
| Женски | 1                         | 0                             | 18                                   | 6                    | 1                             |
| УКУПНО | 9                         | 16                            | 39                                   | 12                   | 25                            |
| Пол    | Финансијско посредовање   | Некретнине                    | Државна управа и одбрана             | Образовање           | Здравствени и социјални рад   |
| Мушки  | 2                         | 9                             | 14                                   | 5                    | 10                            |
| Женски | 1                         | 5                             | 1                                    | 12                   | 13                            |
| УКУПНО | 3                         | 14                            | 15                                   | 17                   | 23                            |
| Пол    | Остале услужне активности | Приватна домаћинства          | Екстериторијалне организације и тела | Непознато            | Непознато                     |
| Мушки  | 5                         | 0                             | 0                                    | 30                   | 30                            |
| Женски | 3                         | 0                             | 0                                    | 18                   | 18                            |
| УКУПНО | 8                         | 0                             | 0                                    | 48                   | 48                            |

## Спорт
У Вранешима су активни фудбалски клуб Борац, који се такмичи у Окружној лиги Рашког округа и одбојкашки клуб Партизан 2012, који се такмичи у Међурегионалној лиги Краљево.